# Himmelbett
Himmelbett – taktyka walki powietrznej, stosowana przez Luftwaffe podczas walki z nocnymi nalotami bombowymi w okresie lipiec 1942 – wrzesień 1943. Naprowadzanie nocnych myśliwców na cel odbywało się przede wszystkim za pomocą wskazań naziemnych stacji radarowych.
W ograniczonym zakresie była stosowany do 1945 roku, w tym pod koniec 1944 Himmelbett zmieniło nazwę na Gebietsnachtjagd.

## Zarys
Rozwiązanie 21 lipca 1942 roku dywizji reflektorów przeciwlotniczych i przydzielenie poszczególnych baterii do obrony konkretnych miast wymusiło odejście od dotychczasowo stosowanych metod walki:
- Helle Nachtjagd,
- Dunkle Nachtjagd,
- Kombinierte Nachtjagd.

Wobec mankamentów dostępnych radarów pokładowych (do wiosny 1943 tylko Lichtenstein b/c – fug 202 – mały zasięg, niewielka produkcja seryjna / przede wszystkim trafiły do I./NJG 1 i II./NJG 2, częste usterki), nocne myśliwce miały być naprowadzane za pomocą naziemnych stacji radarowych (Flugmeldemessstellungen). Kilka takich stacji tworzyło jeden Raum pod dowództwem Nachtjagdraumführer-a (NJRF), któremu oprócz jednostek obsługujących konkretne stacje radarowe (Flugmelde-Leit Kompanie) podlegała ponadto konkretna grupa nocnych myśliwców. Wszystkie Raumy tworzyły razem system nocnej obrony powietrznej III Rzeszy, nazywanej przez aliantów „The Kammhuber Line” – od nazwiska jego twórcy pułkownika, a następnie generała Josefa Kammhubera.
Z kolei Niemcy „operami Kammhubera” nazywali rozbudowane stanowiska naprowadzania nocnych myśliwców.

## Elementy

### Stacje radarowe (Flugmeldemessstellungen)
Stacje radarowe miały różne kategorie ważności.
Stacja radarowa 1 kategorii:
- załoga: 250 – 300 osób
- wyposażenie:
  - 1 × Jagdschloß – FuMG 404 – jako Rundumsuchgerät
  - 1 × Wassermann – FUGM 402 – jako Fernsuchgerät
  - 2 × Freya – FUGM 80 – jako Flugmeldegerät
  - 2 × Würzburg-Riese – FuSE 65 – jako Flugzielgerät
- posterunki obserwacyjno-meldunkowe (Fluwa – Flugwache)
- Jagdführungszentralen – tworzenie i przesyłanie do jednostek wyższego szczebla (Jafü/NJRF) raportów na temat sytuacji w powietrzu (Hauptlage) na podstawie raportów otrzymywanych z poszczególnych stacji radarowych (Luftlage)

Stacja radarowa 2 kategorii:
- załoga: 200 osób
- wyposażenie:
  - 2 × Freya – FUGM 80 – jako Flugmeldegerät/ w miejsce Freyi mógł się pojawić Wassermann albo Mammuth
  - 2 × Würzburg-Riese – FuSE 65 – jako Flugzielgerät
  - Stellugszentrale/Auswertung

Stacja radarowa 3 kategorii:
- załoga: 150 osób
- wyposażenie:
  - 2 × Freya – FUGM 80 – jako Flugmeldegerät/ w miejsce Frey mógł się pojawić Wassermann albo Mammuth
  - 2 × Würzburg-Riese – FuSE 65 – jako Flugzielgerät
  - Stellugszentrale/Auswertung

Nazwy kodowe poszczególnych stacji rozpoczynały się od tej samej litery jak nazwy najbliższych miejscowości (np. Stellung Kondor był położony niedaleko miasta Kolberg – Kołobrzeg).

### Radary (Funkmessgeräte)
| nazwa               | symbol         | częstotliwość (MHz) | zasięg (Km) |
| ------------------- | -------------- | ------------------- | ----------- |
| Freya               | FuSE80         | 125                 | 200         |
| Freya A/N           | FuMG 450       | 125                 | 200         |
| Freya LZ            | FuMG 401 A     | 121–138             | 250         |
| Freya LZ            | FuMG 401 B     | 124–144             | 250         |
| Freya LZ            | FuMG 401 C     | 91–100              | 250         |
| Freya LZ            | FuMG 401 D     | 162–200             | 250         |
| Freya LZ Verbunkert |                | 90                  | 250         |
| Freya LZ C (var)    |                | 50–57               |             |
| Freya Fahrstuhl     |                | 125                 | 160         |
| Yagi-Freya/Köthen   |                | 82–88               | 150         |
| Dreh-Freya          | FuMG 44        | 120–158             | 100         |
| Freya Flamme        | FuMG 451 C     | 187                 | 500         |
| Jagdschloss         | FuMG 404       | 120–158/158–240     | 200         |
| Wassermann S        | FuMG 42 DeTe S | 122–131             | 300         |
| Wassermann M I      | FuMG 402       | 136–149             | 300         |
| Wassermann M II     | FuMG 402       | 120–158             | 300         |
| Wassermann M IV     | FuMG 402       | 120–158             | 300         |
| Mammut              | FMG 41 G (fF)  | 120–150             | 300         |
| Würzburg-Riese      | FuSE65         | 560                 | 80          |
| Elefant/Russel      |                | 34–38               | 400         |

### Seeburg
Duże znaczenie odgrywał stół oceny sytuacji typu Seeburg (zastąpił poprzednio stosowany Auswerte Tisch), na którego szklanej płycie były wyświetlane zielone (lokalizacje myśliwca) i czerwone (lokalizacje bombowca) punkty symbolizujące samoloty.

### Nachtjagdwaffe (lipiec 1942 – wrzesień 1943)
Poziom operacyjny:
- Luftwaffenbefehlshaber Mitte – 24.3.41 – 5.2.44 – Berlin-Wannsee
- XII. Fliegerkorps – 1.8.41 – 15.9.43 – powstał w miejsce 1. Nachtjagddivision – Zeist, niedaleko Utrecht/Holandia
  - 1. Jagddivision – 1.5.42 – 15.9.43 – Deelen/Holandia
  - 2. Jagddivision – 1.5.42 – 15.9.43 – Stade/Niemcy
  - 3. Jagddivision – 1.5.42 – 15.9.43 – Metz/Francja
  - 4. Jagddivision – 2.43 – 15.9.43 – Döberitz/Niemcy
  - 5. Jagddivision – 6.43 – 15.9.43 – Schleissheim, niedaleko Monachium/Niemcy

Poziom taktyczny:
- Nachtjagdgeschwader 1
  - I/NJG1 – 3.41 – 5.9.44 Venlo, 1. JD; Messerschmitt Bf 110, Heinkel He 219 (od 4.43)
  - II/NJG1 – 5.41 – 3.44 St. Trond, 1. JD;Bf 110, Dornier Do 217 (od 3.42)
  - III/NJG1 – 5.41 – 3.44 Twente; 1. JD; Bf 110
  - IV/NJG1 – 1.10.42 – 3.44 Leeuwarden; 1. JD; Bf 110
- Nachtjagdgeschwader 2
  - I/NJG2 – 16.1.42 – 9.42 Catania, 9.42 – 8.11.42 Melsbroek, 8.11.42 – 15.11.42 Cazaux, 15.11.42 – 14.12.42 Lezignan, 14.12.42 – 10.2.43 Melsbroek, 10.2.43 – 23.5.43 Castelvetrano, 23.5.43 – 16.7.43 Aquino, 16.7.43 – 10.10.43 Parchim, II. Fliegerkorps; Junkers Ju 88
  - II/NJG2 – 1.11.41 – 1.10.42 Leeuwarden, 1. JD (od 5.42), 1.10.42 – 11.42 Gilze Rijen, 1. JD, 11.42 – 5.43 Comiso, 5.43 – 7.43 Aquino, II. Fliegerkorps, 7.43 – 12.3.44 Parchim, Junkers Ju 88
  - III/NJG2 – 3.42 – 1.10.42 Gilze Rijen, 1. JD (od 5.42), 15.8.43 – 9.43 Stuttgart/Nellingen, 5. JD, Ju 88
- Nachtjagdgeschwader 3
  - I/NJG3 – 1.10.40 – 8.44 Vechta, 2. JD (od 5.42), Bf 110, Do 217 (od połowy 42), Ju 88 (od połowy 43)
  - II/NJG3 – 1.9.41 – 3.44 Schleswig, 2. JD (od 5.42), Bf 110, Do 217 (od połowy 42), Ju 88 (od połowy 43)
  - III/NJG3 – 1.11.41 – 8.44 Stade, 2. JD (od 5.42), Bf 110
  - IV/NJG3 – 11.42 – 8.1.44 Grove (Karup), 2. JD, Bf 110, Do 217 (od połowy 42), Ju 88C (od połowy 43)
- Nachtjagdgeschwader 4
  - I/NJG4 – 9.42 – 8.44 Florennes, 3. JD, Bf 110, Do 217, Ju 88
  - II/NJG4 – 4.42 – 5.42 Laupheim, XII. Fliegerkorps, 5.42 – 9.42 Rheine, 9.42 – 1.44 St. Dizier, 3. JD, Bf 110, Do 217
  - III/NJG4 – 4.42 – ?9.42 Mainz-Finthen, XII. Fliegerkorps, 3. JD (od 5.42), 9.42 – 8.44 Juvincourt, 3. JD, Bf 110, Do 217, Ju 88
  - IV/NJG4 – 1.1.43 – 1.8.43 Mainz-Finthen, 3.JD, 5.JD (od 2.43), Bf 110
- Nachtjagdgeschwader 5
  - I/NJG5 – 9.42 – 4.5.44 Stendal, Jafü Mitteldeutschland, 4. JD (od 2.43), Bf 110
  - II/NJG5 – 12.42 – 4.44 Parchim, Jafü Mitteldeutschland, 4. JD (od 2.43), Bf 110,
  - III/NJG5 – 4.43 – 3.44 Neuruppin, 4. JD, Bf 110, Do 217
  - IV/NJG5 – 12.42 – 1.43 Lechfeld, Leipheim, Jafü Süddeutschland, 1.43 – 1.8.43 Insterburg, Jafü Ostpreussen, Bf 110
- Nachtjagdgeschwader 101
  - I/NJG101 – 20.3.43 – 25.3.43 Schleissheim, 26.3.43 – 15.3.45 Ingolstadt-Manching, Bf 110, Do 217
  - II/NJG101 – 20.3.43 – 4.43 München-Riem, 4.43 – 12.43 Lechfeld, Bf 110, Do 217
  - III/NJG101 – 20.3.43 – 24.12.43 Stuttgart-Echterdingen, Bf 110, Do 217
  - IV/NJG101 – 7.43 – 12.43 Kitzingen, Bf 110, Dornier Do 217
- Nachtjagdraumführer

## Y – Verfahren (Nachtjagd)
W okresie późniejszym (lato 1943) do systemu Himmelbett włączono również urządzenia do radiowego namierzania pozycji samolotów – Y-Bodenstelle FuSAn 733. Stacje radarowe otrzymały po dwa urządzenia takiego rodzaju.

### Jägerleit-Stellung
Jägerleit-Stellung:
- 5 × Y-Bodenstelle FuSAn 733 (A – B)
- 5 × Sendebaracke (A – B)
- 5 × Peilturm (Sendebaracke + Y-Bodenstelle FuSAn 733)
- Stellugszentrale/Auswertung
- 5 linii łączności

Jägerleit-Stellung wysyłała 2 sygnały:
- sygnał prowadzący – częstotliwość 180 impulsów na minutę – samoloty miały specjalne urządzenie które przetwarzały impuls na cichy gwizd i pozwalało zachować właściwy kierunek – Heinrich Peiler;
- sygnał przechwytywany – natychmiast odsyłany przez urządzenie zamontowane na pokładzie samolotu do stacji naziemnej i przeliczany na odległość- Hans E-Mess Gerät, pozwalał na ustalenie położenia samolotu.

Pierwsze stacje oddano do użytku na terenie Holandii w lutym 1943 roku. Do lata 1943 pokryto nimi obszar działania 1 i 2 Jagddivision.

### Jägerleitgeräte
| nazwa           | symbol    | częstotliwość (MHz) | zasięg (km) |
| --------------- | --------- | ------------------- | ----------- |
| Freya Egon      | FuSAn 731 | 125/156             | 250         |
| Heinrich Peiler | FuSAn 733 | 38–42               | 300         |
| Hans E-Mess     | FuSAn 733 | 38–42               | 300         |

## Inne urządzenia używane podczas wojny elektronicznej
- Fern-, Fernst- und Über-Horizont-Suchanlagen – radary o dużym zasięgu, w tym wykrywające cele poza horyzontem; WASSERMAN, MAMMUT
- Rundsuchanlagen – radary panoramiczne; JAGDSCHLOSS
- Funkmeß-Erkennungs- und Funkmeßbeobachtungsanlagen – urządzenia wykrywające nieprzyjacielskie radary
- Funkmeß-Störsender – urządzenia do zakłócania pracy nieprzyjacielskich radarów
- Funk – sprzęt radiowy

## Zasada działania
Można wyróżnić dwie metody:
1. lipiec 1942 – lato 1943 – radar typu Freya (zasięg 150 km) odpowiedzialny jest za ogólne określenie kierunku lotu nieprzyjacielskiego bombowca; 1. Würzburg Riese (zasięg 70 km) (Rot) – odpowiada za lokalizacje bombowca a 2. Würzburg Riese (Gruss) – odpowiada za lokalizacje myśliwca; system umożliwia śledzenie 1 samolotu nieprzyjaciela
2. lato 1943 – 1945 – radar typu Freya (zasięg 150 km) odpowiedzialny jest za ogólne określenie kierunku lotu nieprzyjacielskiego bombowca; 2 urządzenia typu Y-Bodenstelle FuSAn 733 umożliwiają jednoczesne naprowadzanie 2 nocnych myśliwców, podczas gdy 2 Würzburg-Riese pozwalają zlokalizować 2 nieprzyjacielskie bombowce; system umożliwia śledzenie 2 samolotów nieprzyjaciela

## RAF Bomber Command

### Order of Battle
| Lotnisko               | Group       | Squadron                             | Samolot                                                                                     | liczba             |
| ---------------------- | ----------- | ------------------------------------ | ------------------------------------------------------------------------------------------- | ------------------ |
| Elsham Woods           | No. 1 Group | 103 Sqn                              | Vickers Wellington Mk IC, Handley Page Halifax                                              | 9 Non-op’l 7       |
| Snaith                 | No. 1 Group | 150 Sqn                              | Vickers Wellington Mk III                                                                   | 20                 |
| Lindholme              | No. 1 Group | 305 (Polski) Sqn                     | Wellington Mk II                                                                            | 16                 |
| Binbrook               | komórka     | 12 Sqn, 142 Sqn                      | Wellington Mk II, Mk IV                                                                     | 19, 19             |
| Holme-on-Spalding Moor | No. 1 Group | 460 Sqn RAAF                         | Wellington Mk IV, Handley Page Halifax                                                      | 19 1 Non-op’l      |
| Wattisham              | No. 2 Group | 18 Sqn                               | Bristol Blenheim Mk IV                                                                      | 21                 |
| Watton                 | No. 2 Group | 21 Sqn                               | Bristol Blenheim IV, Lockheed Ventura                                                       | 12 Non-op’l 2      |
| Horsham St Faith       | No. 2 Group | 105 Sqn, 139 Sqn                     | Bristol Blenheim Mk V, De Havilland Mosquito                                                | 12, 13 Non-op’l    |
| West Raynham           | No. 2 Group | 107 Sqn, 114 Sqn                     | Douglas DB-7 III, Blenheim Mk IV                                                            | 22, 21             |
| Swanton Morley         | No. 2 Group | 88 Sqn, 226 Sqn                      | Douglas DB-7 III                                                                            | 20, 21             |
| Feltwell               | No. 3 Group | 57 Sqn, 75 (New Zealand) Sqn         | Wellington Mk III                                                                           | 17, 18             |
| Oakington              | No. 3 Group | 7 Sqn, 101 Sqn                       | Short Stirling, Wellington Mk III                                                           | 14, 16             |
| Mildenhall             | No. 3 Group | 149 Sqn, 419 Sqn RCAF                | Wellington Mk III, Stirling                                                                 | 15, 15             |
| Marham                 | No. 3 Group | 115 Sqn, 218 Sqn                     | Wellington Mk III, Stirling                                                                 | 17, 15             |
| Honington              | No. 3 Group | 9 Sqn                                | Wellington Mk III                                                                           | 16                 |
| Stradishall            | No. 3 Group | 214 Sqn                              | Short Stirling                                                                              | 15                 |
| Wyton                  | No. 3 Group | 15 Sqn, 156 Sqn                      | Wellington Mk III, Stirling                                                                 | 14, 19             |
| Topcliffe              | No. 4 Group | 102 Sqn, 425 Sqn RCAF                | Halifax, Wellington Mk III                                                                  | 17, 0 Non-op’l     |
| Linton                 | No. 4 Group | 35 Sqn, 158 Sqn                      | Halifax                                                                                     | 18, 16             |
| Middleton St George    | No. 4 Group | 76 Sqn, 78 Sqn                       | Halifax                                                                                     | 18 Non-op’l, 18    |
| Pocklington            | No. 4 Group | 405 Sqn RCAF                         | Halifax                                                                                     | 19                 |
| Waddington             | No. 5 Group | 44 (Rhodesia) Sqn, 420 Sqn RCAF      | Avro Lancaster, Handley Page Hampden, Avro Manchester                                       | 18, 13, 2 Non-op’l |
| Scampton               | No. 5 Group | 49 Sqn, 83 Sqn                       | Avro Lancaster, Avro Manchester                                                             | 19, 2 Non-op’l, 16 |
| Swinderby              | No. 5 Group | 50 Sqn                               | Avro Manchester, Avro Lancaster                                                             | 12, 12 Non-op’l    |
| Coningsby              | No. 5 Group | 97 Sqn, 106 Sqn                      | Avro Lancaster                                                                              | 18, 12             |
| Syerston               | No. 5 Group | 61 Sqn, 408 Sqn RCAF                 | Avro Lancaster, Handley Page Hampden, Avro Manchester                                       | 16, 22, 1 Non-op’l |
| Bottesford             | No. 5 Group | 207 Sqn                              | Avro Lancaster                                                                              | 18                 |
| Tempsford              | No. 8 Group | 138 Sqn (Special), 161 Sqn (Special) | Armstrong Whitworth Whitley Mk V, Handley Page Halifax, Wellington Mk IA, Westland Lysander | 10, 5, 1, 6, 5     |
| Stradishall            | No. 8 Group | 109 Sqn (Special)                    | Avro Anson, Wellington Mk IC, Avro Lancaster                                                | 9, 19, 1           |

| Lotnisko               | Group                        | Squadron                             | Samolot                                                             | liczba                           |
| ---------------------- | ---------------------------- | ------------------------------------ | ------------------------------------------------------------------- | -------------------------------- |
| Elsham Wolds           | No. 1 Group                  | 103 Sqn                              | Avro Lancaster Mk I i III                                           | 27                               |
| Kirmington             | No. 1 Group                  | 166 Sqn                              | Wellington Mk III, Mk X                                             | 1, 16                            |
| Hemswell               | No. 1 Group                  | 300 (Polski) Sqn, 301 (Polski) Sqn   | Wellington Mk X                                                     | 23, 12                           |
| Wickenby               | No. 1 Group                  | 12 Sqn                               | Lancaster Mk I i III                                                | 25                               |
| Grimsby                | No. 1 Group                  | 100 Sqn                              | Lancaster Mk I i III                                                | 27                               |
| Ludford Magna          | No. 1 Group                  | 101 Sqn                              | Lancaster Mk I i III                                                | 29                               |
| Binbrook               | No. 1 Group                  | 460 Sqn RAAF                         | Lancaster Mk I i III                                                | 27                               |
| Mildenhall             | No. 3 Group                  | 15 Sqn                               | Stirling                                                            | 30                               |
| Mepal                  | No. 3 Group                  | 75 (NZ) Sqn                          | Stirling                                                            | 31                               |
| West Wickham           | No. 3 Group                  | 90 Sqn                               | Stirling                                                            | 30                               |
| Lakenheath             | No. 3 Group                  | 149 Sqn, 199 Sqn                     | Stirling, Wellington Mk X                                           | 21, 14 Non-op’l, 2 Non-op’l      |
| Chedburgh              | No. 3 Group                  | 214 Sqn, 620 Sqn                     | Stirling                                                            | 20, 19                           |
| Downham Market         | No. 3 Group                  | 218 Sqn                              | Stirling                                                            | 32                               |
| East Wretham           | No. 3 Group                  | 115 Sqn                              | Lancaster Mk II                                                     | 22                               |
| Tempsford              | No 107 (Special Duties) Wing | 138 Sqn (Special), 161 Sqn (Special) | Halifax Mk II i V, Westland Lysander, Lockheed Hudson, Douglas DB-7 | 17, 6, 10, 2, 2                  |
| Feltwell               | No 107 (Special Duties) Wing | 192 Sqn (Special)                    | Wellington Mk X, De Havilland Mosquito IV i VI, Halifax Mk II i V   | 9, 3, 4                          |
| Melbourne              | No. 4 Group                  | 10 Sqn                               | Halifax Mk II                                                       | 27                               |
| Snaith                 | No. 4 Group                  | 51 Sqn                               | Halifax Mk II                                                       | 32                               |
| Holme-on-Spalding Moor | No. 4 Group                  | 76 Sqn                               | Halifax Mk II, V                                                    | 1 Non-op’l, 30                   |
| Elvington              | No. 4 Group                  | 77 Sqn                               | Halifax Mk II                                                       | 25                               |
| Breighton              | No. 4 Group                  | 78 Sqn                               | Halifax Mk II                                                       | 24                               |
| Pocklington            | No. 4 Group                  | 102 Sqn                              | Halifax Mk II                                                       | 26                               |
| Lissett                | No. 4 Group                  | 158 Sqn                              | Halifax Mk II                                                       | 25                               |
| Leconfield             | No. 4 Group                  | 466 (RAAF) Sqn, 196 Sqn              | Wellington Mk X                                                     | 16, 17                           |
| Burn                   | No. 4 Group                  | 431 (RCAF) Sqn                       | Halifax, Wellington Mk X                                            | 0, 17                            |
| Bardney                | No. 5 Group                  | 9 Sqn                                | Avro Lancaster Mk I i III                                           | 18                               |
| Dunholme Lodge         | No. 5 Group                  | 44 (Rhodesia) Sqn                    | Lancaster Mk I i III                                                | 18                               |
| Fiskerton              | No. 5 Group                  | 49 Sqn                               | Lancaster Mk I i III                                                | 16                               |
| Skellingthorpe         | No. 5 Group                  | 50 Sqn                               | Lancaster Mk I i III                                                | 18                               |
| Scampton               | No. 5 Group                  | 57 Sqn, 617 Squadron                 | Lancaster Mk I i III                                                | 25, 22 Non-op’l                  |
| Syerston               | No. 5 Group                  | 61 Sqn, 106 Sqn                      | Lancaster Mk I i III                                                | 16, 16                           |
| Langar                 | No. 5 Group                  | 207 Sqn                              | Lancaster Mk I i III                                                | 18                               |
| Bottesford             | No. 5 Group                  | 467 (RAAF) Sqn                       | Lancaster Mk I i III                                                | 25                               |
| Woodhall Spa           | No. 5 Group                  | 619 Sqn                              | Lancaster Mk I i III                                                | 17                               |
| Leeming                | No. 6 Group                  | 408 (RCAF) Sqn, 427 (RCAF) Sqn       | Halifax Mk II, Mk V, Wellington Mk III                              | 18, 19, 1                        |
| Middleton St George    | No. 6 Group                  | 419 (RCAF) Sqn, 428 (RCAF) Sqn       | Handley Page Halifax, Halifax Mk V, Wellington Mk III               | 21, 19, 2                        |
| Tholthorpe             | No. 6 Group                  | 434 (RCAF) Sqn                       | Halifax Mk V                                                        | 5 Forming                        |
| Linton                 | No. 6 Group                  | 426 (RCAF) Sqn                       | Halifax Mk II i V, Wellington Mk III                                | 19 Forming, 4 Forming, 4 Forming |
| East Moor              | No. 6 Group                  | 429 (RCAF) Sqn, 433 (RCAF) Sqn       | Wellington Mk X                                                     | 17, 0 Forming                    |
| Skipton-on-Swale       | No. 6 Group                  | 432 (RCAF) Sqn                       | Wellington Mk X                                                     | 19                               |
| Oakington              | No. 8 (Pathfinder) Group     | 7 Sqn                                | Short Stirling, Avro Lancaster Mk I i III                           | 19, 14                           |
| Gravely                | No. 8 (Pathfinder) Group     | 35 Sqn                               | Halifax Mk II                                                       | 33                               |
| Gransden Lodge         | No. 8 (Pathfinder) Group     | 405 (RCAF) Sqn                       | Halifax Mk II                                                       | 21                               |
| Wyton                  | No. 8 (Pathfinder) Group     | 83 Sqn, 139 Sqn                      | Lancaster Mk I i III, Mosquito IV                                   | 23, 15                           |
| Bourn                  | No. 8 (Pathfinder) Group     | 97 Sqn                               | Lancaster Mk I i III                                                | 31                               |
| Warboys                | No. 8 (Pathfinder) Group     | 156 Sqn                              | Lancaster Mk I i III                                                | 34                               |
| Marham                 | No. 8 (Pathfinder) Group     | 105 Sqn, 109 Sqn                     | Mosquito Mk IV i IX                                                 | 15 Non-op’l, 4 Non-op’l, 22, 7   |

### Taktyka strumienia bombowców
Linia Kammhubera złożona była z sektorów, patrolowanych przez nocne myśliwce. W danym momencie jedna niemiecka stacja radarowa mogła prowadzić jeden (później 2) nocne myśliwce w jednym sektorze. Ponieważ pilot nocnego myśliwca potrzebował na przechwycenie i zestrzelenie minimum 10 minut, było oczywiste, że w ciągu godziny może zestrzelić maksymalnie 6 bombowców. Niezależnie od liczby przelatujących przez sektor bombowców liczba strat będzie taka sama.
Jednocześnie dostępne urządzenia nawigacyjne (GEE) pozwalało bombowcom nadlatywać nad cel tą samą trasą, prędkością i w większych formacjach, zmniejszając jednocześnie prawdopodobieństwo kolizji. Opierając się na tej kalkulacji dowództwo Bomber Command wprowadziło nową metodę nalotu w postaci tzw. strumienia bombowców.
Pierwszy nalot z zastosowaniem nowej taktyki został przeprowadzony 29 marca 1942 roku na Lubekę – 234 samoloty – przy stracie 12 maszyn (5%). W okresie kwiecień – maj 1942 roku znaczne siły bombowców (przeciętnie 100–250) były regularnie wysyłane nad terytorium Niemiec. W nocy z 30 na 31 maja 1942 roku ma miejsce pierwszy nalot 1000 (1047) bombowców na Kolonię.
Taktyka „bomber stream” stanowiła potwierdzenie skuteczności badań operacyjnych, polegających na zastosowaniu modeli matematycznych, statystyki oraz algorytmów do rozwiązywania problemów kompleksowych. Pozwalało osiągać cele strategiczne przy pomocy metod naukowych.

### Pathfinder force
15 sierpnia 1942 roku Bomber Command powołał specjalne jednostki naprowadzające – „Pathfinder force” (dosł. „oddziały tropicieli”) pod dowództwem Air Commodore D. C. T. Bennetta. Były to załogi, które miały za zadanie odnaleźć cel i oznaczyć go za pomocą wyznaczników celu (T. I. – Target Indicators). Te były używane w trzech podstawowych kolorach – czerwonym, zielonym i żółtym. Po raz pierwszy jednostka Pathfinderów została użyta 19 sierpnia 1942 roku podczas nalotu na Flensburg.
Znakowanie celu mogło odbywać się przy T. I. wolno opadających w powietrzu lub palących się już na ziemi. Zrzucanie wyznaczników celu odbywało się przede wszystkim przy wzrokowym kontakcie bombardiera z ziemią. Przy braku widoczności zrzutu dokonywano według wskazań pokładowego radaru H2S.

### Oboe
20–21 grudnia 1942 roku de Havilland Mosquito z 109 dywizjonu wykorzystały po raz pierwszy urządzenia do „ślepego” bombardowania. Oboe pozwalał na prowadzenie jednocześnie tylko jednego samolotu, dlatego od marca 1943 roku wyposażone w nie Mosquito wykorzystywane były do oznaczenia celów nalotu za pomocą flar świetlnych.
Oboe wykorzystywał dwie różne i dobrze odizolowane od siebie stacje (określane jako Cat i Mouse) w Anglii do wysłania sygnału do samolotu wyposażonego w transponder. Transponder odsyła sygnał z powrotem do obu stacji. Czas nadejścia sygnału pozwala na określenie odległości.
Każda ze stacji wykorzystuje sygnały radiowe do wykreślenia okręgu o odpowiednim promieniu, przy czym przecięcie się dwóch okręgów oznacza cel nalotu. Wszystkie stacje w południowej Anglii były ze sobą połączone, tak że jedna mogła przejąć zadanie drugiej.

### H2S
Podczas nocnego nalotu na Hamburg (30/31 stycznia 1943) w ramach „Pathfinder force” po raz pierwszy zostaje zastosowany radar pokładowy H2S. Umożliwia on bombardowanie przy każdej pogodzie oraz zidentyfikowanie celów naziemnych nocą. 3 lutego 1943 niedaleko Rotterdamu (stąd nazwa Rotterdam Gerät) jeden z egzemplarzy został przechwycony przez Niemców w zestrzelonym bombowcu Short Stirling. Na jego podstawie Telefunken zbudowało radar ostrzegawczy FuG 350 Naxos.

### Serrate
30 czerwca 1943 roku po raz pierwszy zastosowano brytyjskie myśliwce nocne, wyposażone w radar pokładowy, do przechwytywania i atakowania niemieckich myśliwców nocnych.

### Chaff
Podczas nalotu na Hamburg w nocy z 24 na 25 lipca 1943 roku po raz pierwszy zastosowano chaff (przez Anglików nazywane Window, a przez Niemców – Düppel). Były to odpowiednio przycięte – do połowy długości fali – paski aluminium (staniolu), które dawały na ekranie radaru rozliczne echa, uniemożliwiające odróżnienie pasków staniolu od prawdziwych samolotów.
Podczas nalotu na Hamburg stracono jedynie 3 bombowce, a podczas dalszych lipcowych nalotów straty utrzymywały się poniżej 3% użytych maszyn.

## Naloty

### Priorytety
- 14 lutego 1942 – Industrial worker morale – morale ludności cywilnej, ze szczególnym uwzględnieniem robotników
- 14 stycznia 1943 – U-boat pens – schrony chroniące u-booty (Saint-Nazaire, Lorient, La Rochelle, Tulon, Trondheim) i stocznie (Hamburg – Blohm & Voss, Brema – AG Weser, Gdańsk – F. Schichau)
- 10 czerwca 1943 – Combined Bomber Offensive – I faza (czerwiec 1943 – 1944) – skierowana przeciwko niemieckiemu przemysłowi lotniczemu
- sierpień 1943 – Operation Crossbow – niemieckie bronie dalekiego zasięgu: V-1, 2, 3

### Cele nalotów
- maj 1942: Calais, St-Omer, Dunkierka, Hamburg, Stuttgart, Belgium Power Stations, Warnemünde, Boulogne Docks, St-Nazaire, Paryż-Gennevillers, Kolonia Raid 1000 bombowców
- czerwiec 1942: Essen, Brema, Hawre, Ostenda, Dieppe, Essen, Emden, Brugia, St-Nazaire, Brema 1000,
- lipiec 1942: Flensburg, Brema, Wilhelmshaven, Gdańsk, Abbeville, Duisburg, Lubeck, Vegesack, Hamburg, Saarbrücken,
- sierpień 1942: Ruhr, Duisburg, Osnabrück, Moguncja, Düsseldorf, Osnabrück, Flensburg, Frankfurt, Kassel, Gdynia, Nuremberg, Saarbrücken
- wrzesień 1942: Saarbrücken, Karlsruhe, Emden, Brema, Duisburg, Frankfurt, Düsseldorf, Wilhelmshaven, Essen, Monachium, Wismar, Vegesack, Flensburg, Oslo, Lingen,
- październik 1942: Wismar, Lubeka, Flensburg, Krefeld, Akwizgran, Osnabrück, Kilonia, Hawr, Kolonia, Le Creusot, Genua, Ruhr, Mediolan
- listopad 1942: Genua, Hamburg, Turyn, Stuttgart
- grudzień 1942: Frankfurt, Eindhoven, Mannheim, Turin, Duisburg, Monachium,
- styczeń 1943: Essen, Duisburg, IJmuiden, Abbeville, Leer, Lorient, Cherbourg, Berlin, Caen, Hengelo, Osnabrück, Kolonia, Düsseldorf, Hamburg
- luty 1943: Kolonia, Hamburg, Turyn, La Spezia, Lorient, Wilhelmshaven, Mediolan, Brema, Nuremberg, Dunkirk, St-Nazaire
- marzec 1943: Berlin, Hamburg, Nuremberg, Monachium, Stuttgart, Essen, St-Nazaire, Duisburg, Bochum,
- kwiecień 1943: St Nazaire, Lorient, Brest, Essen, Kilonia, Duisburg, Frankfurt, La Spezia, Stuttgart, Pilzno, Mannheim, Szczecin, Rostock.
- maj 1943: Abbeville, Dortmund, Duisburg, Cherbourg Docks, Bochum, Pilzno, lotniska, zapory w pobliżu Zagłębia Ruhry, Berlin, Düsseldorf, Jena, Essen, Wuppertal
- czerwiec 1943: Düsseldorf, Munster, Bochum, Oberhausen, Kolonia, Mintchanin, Friedrichshafen, Krefeld, Mulheim, La Spezia, Wuppertal, Gelsenkirchen,
- lipiec 1943: Kolonia, Gelsenkirchen, Turyn, Akwizgran, Montbeliard, Hamburg, Essen, Leghorn, Remscheid,
- sierpień 1943: Hamburg, Genua, Mediolan, Turyn, Mannheim, Norymberga, Mediolan, Peenemünde, Leverkusen, Berlin, Mönchengladbach, Rheydt, St-Omer
- wrzesień 1943: Berlin, Mannheim, Ludwigshafen, Monachium, Boulogne, Montlucon, Dortmund-Ems Canal, Modane, Antheor Viaduct, Hannover, Oldenburg, Darmstadt, Braunschweig, Bochum

## Poszukiwanie nowych rozwiązań – swobodne polowanie
Pojawienie się chaff, wprowadzenie do użytku bombowców wyposażonych w nowoczesne urządzenia zakłócające, dywersyjne naloty odwracające uwagę od prawdziwych oznaczało kres systemu Himmelbett, który w nowych warunkach okazał się nieefektywny. W okresie koniec 1943 – połowa 1944 roku zlikwidowano stanowiska poszczególnych Nachtjagdraumführerów. Większość Raumów zostało rozwiązane, a tworzące je stacje radarowe przeniesione w głąb Niemiec. Pozostawiono je jedynie na obszarze Holandii i północno-zachodnich Niemczech, gdzie można nadal było spotkać pojedyncze bombowce powracające z nalotu.
Miejsce Himmelbtt zajęła na początku taktyka Wilde Sau, a po wprowadzeniu w ostatnim kwartale 1943 roku ulepszonych radarów pokładowych (Lichtenstein sn 2 a – fug 220) – Zahme Sau.
Zmiany organizacyjne pociągnęły za sobą połączenie dowództw dziennych i nocnych jednostek myśliwców w ramach poszczególnych dywizji myśliwskich. Niezależna dotychczas służba obserwacji przestrzeni powietrznej, która podlegała poszczególnym okręgom lotniczym (Luftgaue), podporządkowano teraz Luftwaffenbefehlshaber Mitte. Towarzyszyło temu połączenie stanowisk general der nachtjagd – odpowiedzialnego za nocną obronę III Rzeszy i general der tagjagd – odpowiedzialnego za dzienną obronę III Rzeszy.
Symbolicznym końcem systemu Himmelbett było odwołanie generała Josefa Kammhubera, twórcy „nocnego dachu na III Rzeszą”, ze stanowiska dowódcy XII. Fliegerkorps, a następnie przemianowanie jednostki 15 września 1943 roku na I. Jagdkorps.

## Skróty
- ArKo – Artilleriekommandeur(sstellung oder -Befehlsstand)
- FlaBttr – Flugabwehrbatterie
- FuBL – Funk-Blindlandegerät
- FuL – Funk-Landegerät
- FuMB – Funkmeß-Beobachtung (passive Erkennung feindlicher elektromagnetischer Strahlungen)
- FuME – Funkmeß-Erkennung (aktive Freund-/Feind-Erkennung)
- FuMG – Funkmeßstellung allgemein oder kombinierte Stellung von Marine und Luftwaffe
- FuMG – Funkmeßgerät (Anwendung der Bezeichnung je nach Kontext)
- FuMO – Funkmeßortungsstellung allgemein (meist Marine) (aktive Entfernungs- und Richtungsbestimmung)
- FuMS – Funkmeß-Störsender (Marine)
- FuMT – Funkmeß-Täuschung
- FuMZ – Funkmeß-Zusatz (Zusatzgeräte zur Verbesserung einzelner Funktionen)
- FuSAn – Funk-Sende-Anlage wie beispielsweise Y-Stellung, Bernhard, Knickebein etc.
- FuSE – Funk-Sende-Empfänger
- FuFeuer – Funk- und Leuchtfeuer
- GefStd – Gefechtsstand
- HKB – Heeresküstenbatterie
- Ln – Luftnachrichten (dahinter Zusatzbezeichnung)
- LnRgt – Luftnachrichten Regiment
- MArKo – Marinekommandeur(sstellung oder -Befehlsstand)
- MKB – Marineküstenbatterie
- RV – Richtfunk-Verstärker
- RAAF – Royal Australian Air Force
- RCAF – Royal Canadian Air Force
- Seetakt – Stellung oder Einzelgerät für seetaktische Funkmeßortung (= Feuerleitung)
- SKST – Stör-Kontroll-Stelle
- StP – Stützpunkt (allgemein)
- SSST – Stör-Sende-Stelle
- UGruKo – Untergruppenkommandeurskommandostand
- WN – Widerstandsnest

Oznaczenia kodowe sprzętu radarowego – przykład – FMG 41 G (fF):
- FMG – radar
- 41 – rok wprowadzenia
- G – pierwsza litera nazwy producenta (G od GEMA)
- f – częstotliwość (f – 120–150 MHz)
- F – położenie anteny albo sposoby jej przesuwania